# Revaxör
Revaxör är ett läkemedel med allantoin 3 mg som verksam substans. Medlet används för att lösa upp vaxproppar i öronen. I Finland saluförs varan under namnet Removax.